# Luce strutturata
Con il termine luce strutturata ci si riferisce ad una tecnica di rilevamento tridimensionale facente uso tipicamente di raggi laser, lenti a corta focale e telecamere da ripresa, che consiste nel proiettare un pattern noto (spesso righe orizzontali o verticali) su una scena.
Il modo in cui l'immagine proiettata si deforma colpendo un oggetto permette ai sistemi di visione di calcolare la profondità degli oggetti colpiti ed ottenere altre informazioni sulla superficie. Lo strumento di misura si chiama, in questo caso, scanner 3D a luce strutturata.